# Merope (Pacini)
Merope è un'opera in tre atti di Giovanni Pacini, su libretto di Salvatore Cammarano. La prima rappresentazione ebbe luogo al Teatro San Carlo di Napoli il 25 novembre 1847.

## Trama
L'avvenimento ha luogo in Messene
La trama è tratta dall'omonima tragedia di Vittorio Alfieri: Polifonte ha condannato a morte il fratello Cresfonte ed i suoi figli, usurpando il trono di Messene. Solo un figlio dell'estinto sovrano scampa al massacro, grazie al fido Polidoro, e viene condotto in salvo in Elide sotto il nome di Egisto, mentre la vedova di Cresfonte, Merope, viene tenuta nella reggia di Messene, con Polifonte che la reclama quale moglie. Quindici anni dopo, Cresfonte, sempre sotto falsa identità, prova a rientrare a Messene, ma sulla via viene aggredito da un ignoto avventore, che rimane ucciso; perciò il giovane viene condotto da Polidoro e Merope, che sente una forte attrazione per il prigioniero, temendo tuttavia che l'uomo da lui ucciso sia proprio Cresfonte, timore confermato apparentemente dal ritrovamento della cinta del figlio nei pressi di Messene, in realtà persa dallo stesso durante la colluttazione. Merope dunque gioisce all'idea di punire l'assassino di Cresfonte; tuttavia, Polidoro riconosce nel prigioniero il figlio perduto, e frena la furia della donna. Polifonte, irritato dallo stravolgersi degli eventi, minaccia Merope che metterà a morte il ragazzo, se non lo sposerà. Merope finge di acconsentire alle richieste del tiranno; tuttavia, durante la funzione nuziale, Cresfonte riesce a sciogliersi dalle catene, afferrare l'ascia bipenne destinata al sacrificio per lo sposalizio e ad uccidere con questa Polifonte, mentre il popolo di Messene, avendo appreso che il ragazzo è figlio dell'ucciso sovrano, interviene e liquida rapidamente le guardie fedeli al tiranno. Ai calorosi accenti di Merope e Polidoro, Cresfonte è riconosciuto quale re.

## Struttura musicale
- Sinfonia

### Atto I
- N. 1 - Introduzione Tacita, immota sul cener sacro (Ismene, Coro)
- N. 2 - Cavatina di Merope Or io lo veggio, ahi misera! (Merope, Coro, Ismene)
- N. 3 - Coro e Cavatina di Polifonte Omaggio al principe - O voi dell'Erebo (Polifonte, Coro)
- N. 4 - Finale I Numi eterni!... quai sembianze!... (Merope, Egisto, Polidoro)

### Atto II
- N. 5 - Aria di Polifonte Usurpato il regio serto (Polifonte, Ipparco)
- N. 6 - Cavatina di Polidoro Giusti Dei, se l'amor, se la fede
- N. 7 - Duetto fra Merope e Polifonte In quella notte orribile
- N. 8 - Aria di Egisto Sembra che il Ciel sospingami
- N. 9 - Finale II E' sogno, incanto, delirio il mio (Merope, Egisto, Polidoro, Polifonte, Ismene, Coro, Ipparco)

### Atto III
- N. 10 - Aria di Egisto Perché mi salvasti allor che mio padre (Egisto, Ipparco, Polidoro, Coro)
- N. 11 - Coro Dal Cielo discendi, vestito di sole
- N. 12 - Aria Finale di Merope Ombra perdonami del gran consorte (Merope, Coro, Polifonte, Polidoro, Ismene, Egisto)